# Estación Saavedra (Roca)
Saavedra es una estación ferroviaria ubicada en la ciudad del mismo nombre, en el partido de Saavedra, provincia de Buenos Aires, Argentina a 553 km al suroeste de la estación Constitución.

## Servicios
Hacia el oeste se desprende una vía sin tráfico de pasajeros, hacia las estaciones Carhué, Puan y Darregueira. Sus vías están concesionadas a la empresa de cargas FerroExpreso Pampeano S.A..

## Características
El kilometraje correcto entre la estación terminal de Constitución en Buenos Aires y Saavedra es de 558,7 km contados según la extensión de la línea Monte - Azul - General La Madrid. Esa distancia varía según se cuente por el Ramal Empalme Lobos - Bolívar - Carhué, siendo de 618,8 km desde Plaza Constitución. El kilometraje más corto se registraba en la línea Empalme Lobos - General Alvear - Recalde - Empalme Pigüé con un total de 548,6 kilómetros, pero el tramo entre Empalme General Alvear y Recalde fue levantado por decreto de Ferrocarriles Argentinos en los años 1990 como parte de la descentralización y concesionamiento de las redes del Ferrocarril General Roca (estaba clausurado sin levantamiento para el servicio de cargas y pasajeros desde el año 1977). La estación Saavedra llegó a contar con un depósito de locomotoras (a vapor hasta el año 1976 y diésel eléctricas hasta su cierre en 1992) con capacidad de 12 locomotoras y uno de los patios de maniobras para trenes de cargas (vacunos y cereales) más importantes del suroeste de la provincia de Buenos Aires.
La distancia correcta entre Saavedra y Dufaur, por ferrocarril, es de 20,8 km y de 20,4 entre Saavedra y Pigüé (cabecera del Partido de Saavedra).
Desde principios del siglo XX y por las condiciones del terreno (serranías de Cura-Malal) la empresa que administraba el Ferro Carril Sud, de capitales británicos, construyó una doble vía de circulación de trenes entre el kilómetro 557 y el kilómetro 680,1 (Estación Bahía Blanca sud), la cual permanece hasta hoy, aunque con un mantenimiento limitado (a cargo de la operadora de cargas Ferroexpreso Pampeano SA).
El primer depósito de locomotoras, que data de finales del siglo XIX, se halla a escasos 100 metros del edificio principal de pasajeros de la estación y fue utilizado durante varias décadas (después del desplazamiento del depósito a un nuevo edificio, que ha sido parcialmente demolido en 1993) como depósito de herramientas del FCGR y, posteriormente en las décadas de 1970 y 1980 como cuartel de Bomberos de la ciudad. Actualmente funciona, en parte de las instalaciones, un museo ferroviario, creado a finales de los años 90s (El museo tiene como extensión una pequeña plazoleta donde descansa una locomotora a vapor clase 8 B -serie 33- y algunas piezas pertenecientes a la desaparecida cuadrilla volante de Vía y Obras del ex-FCGR)

## Imágenes

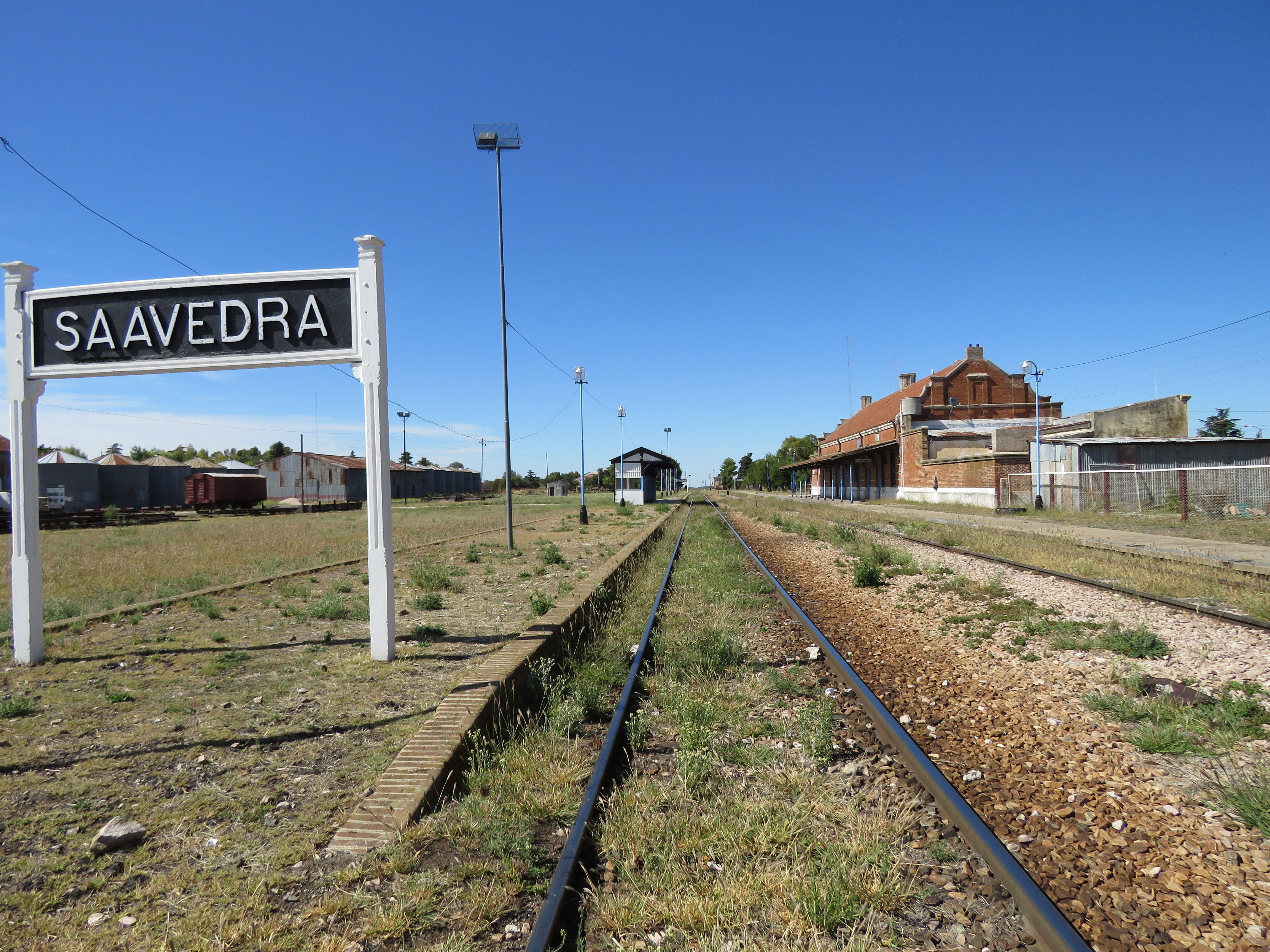
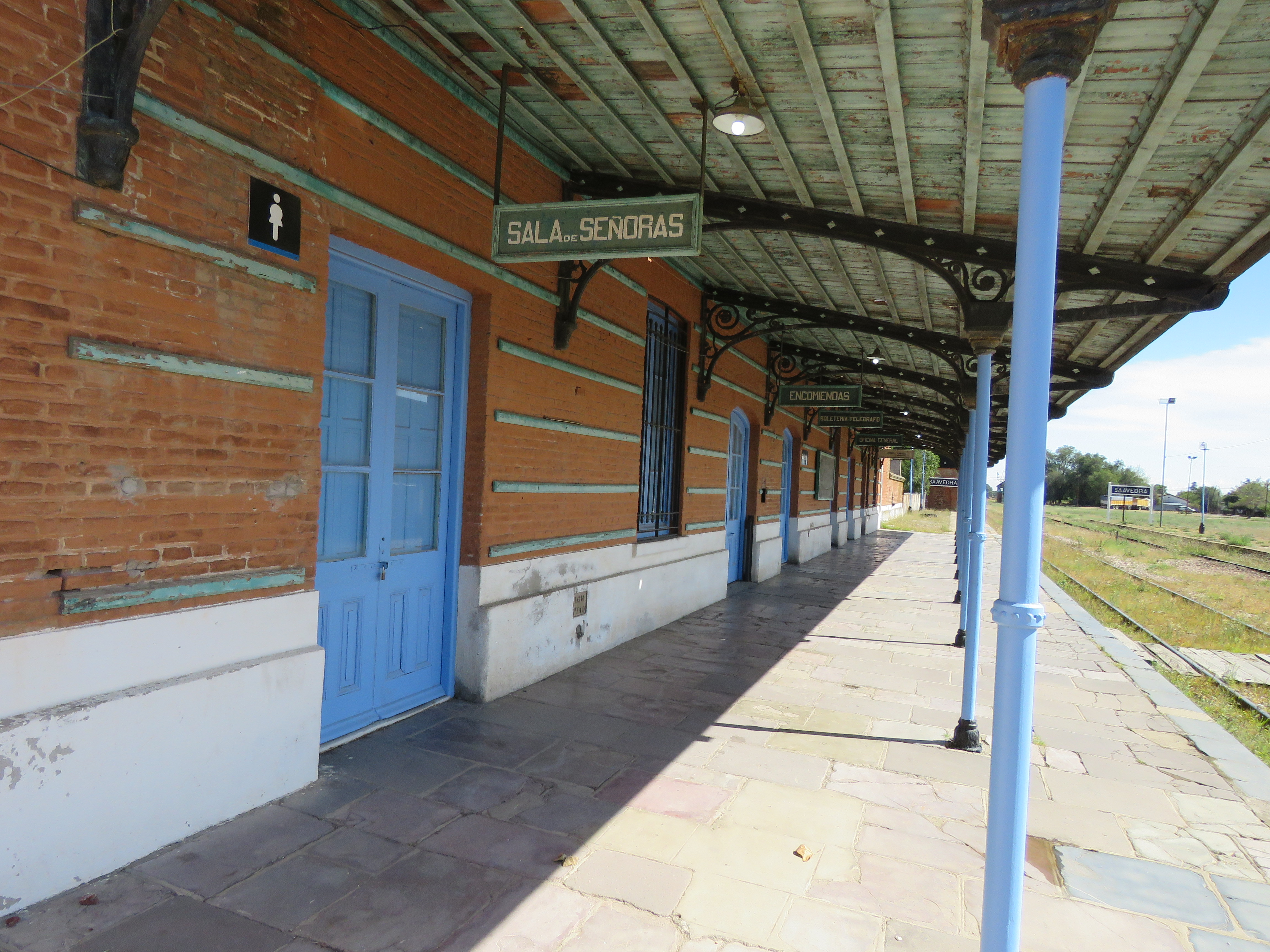
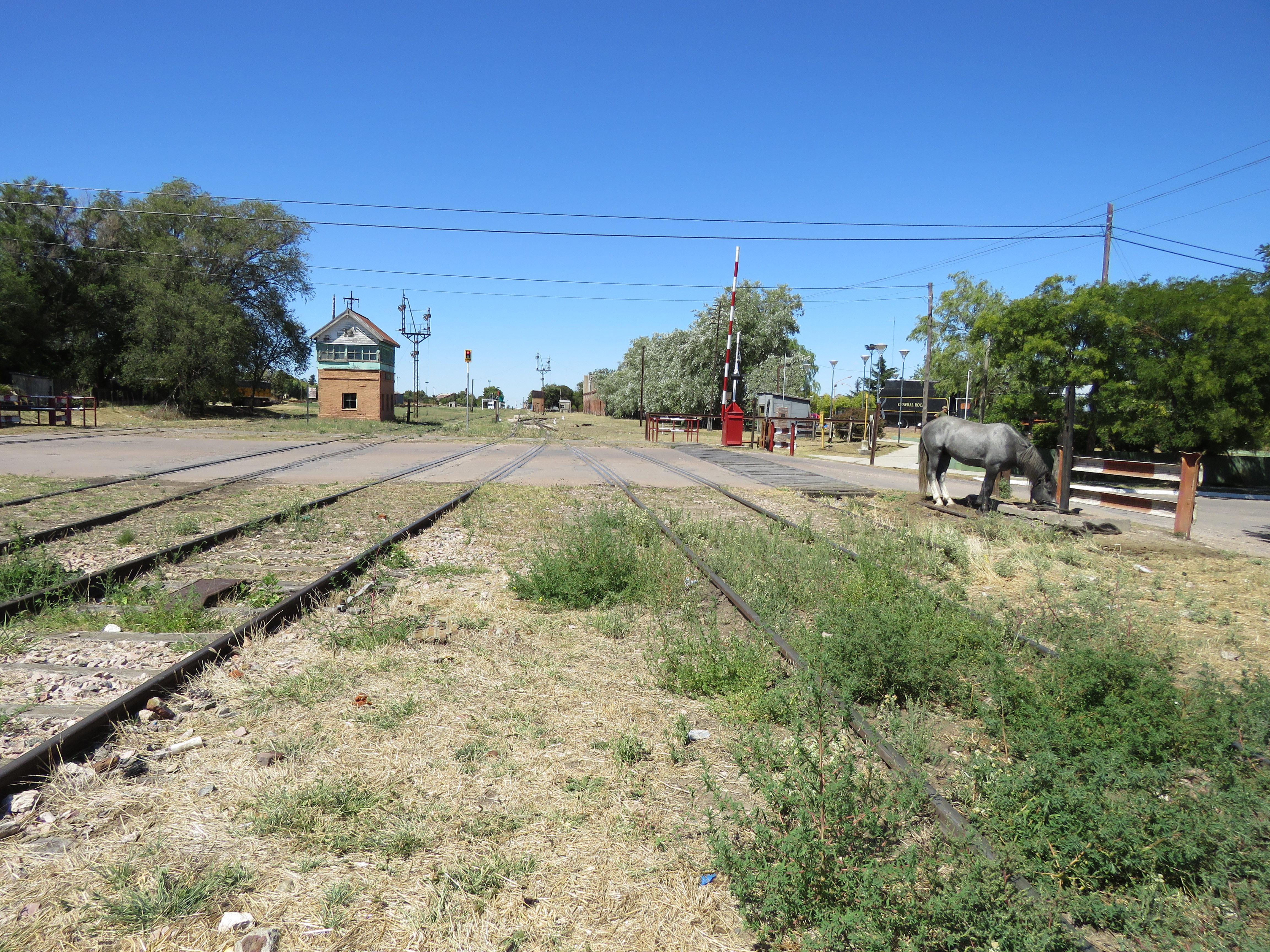
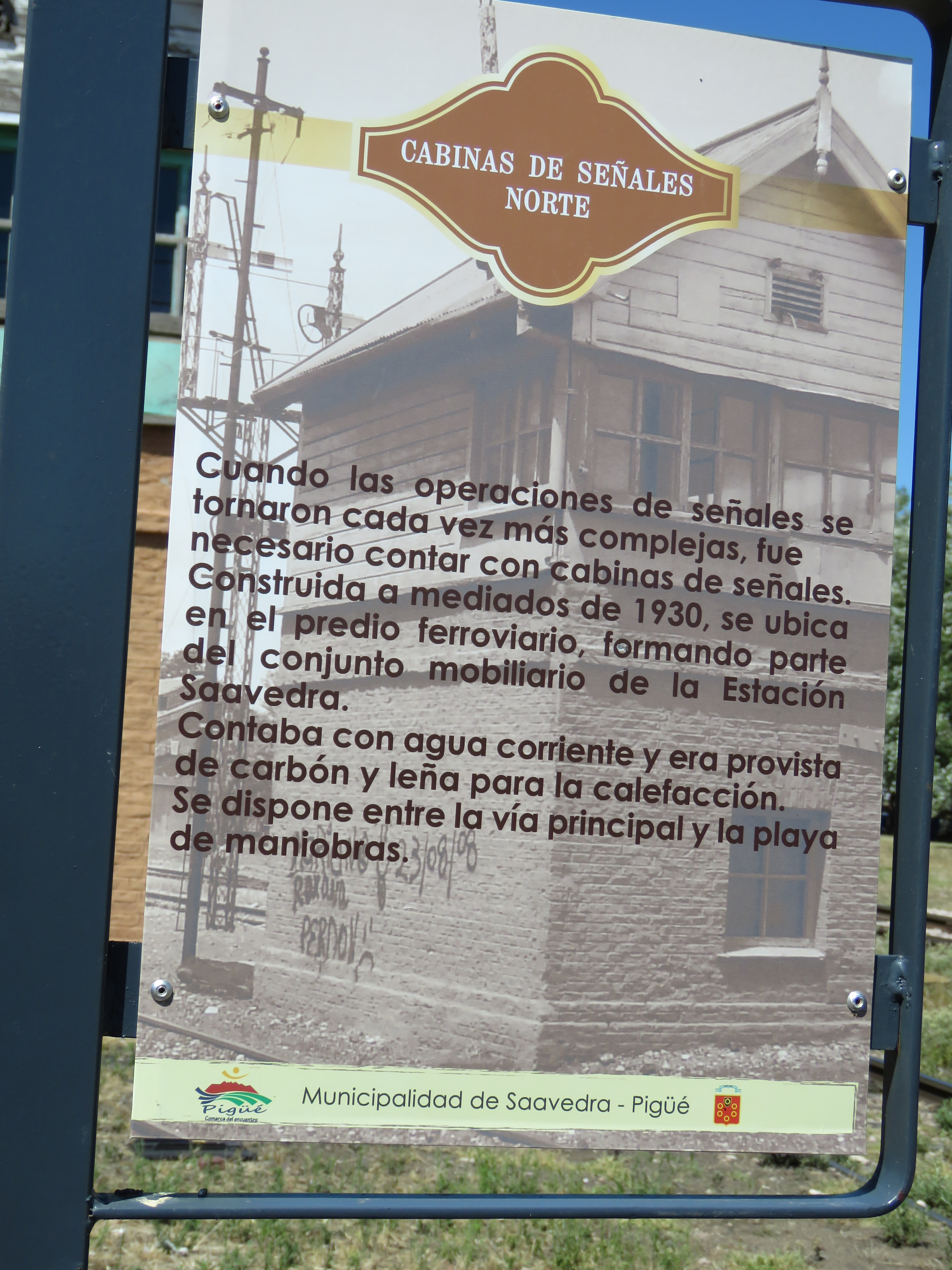
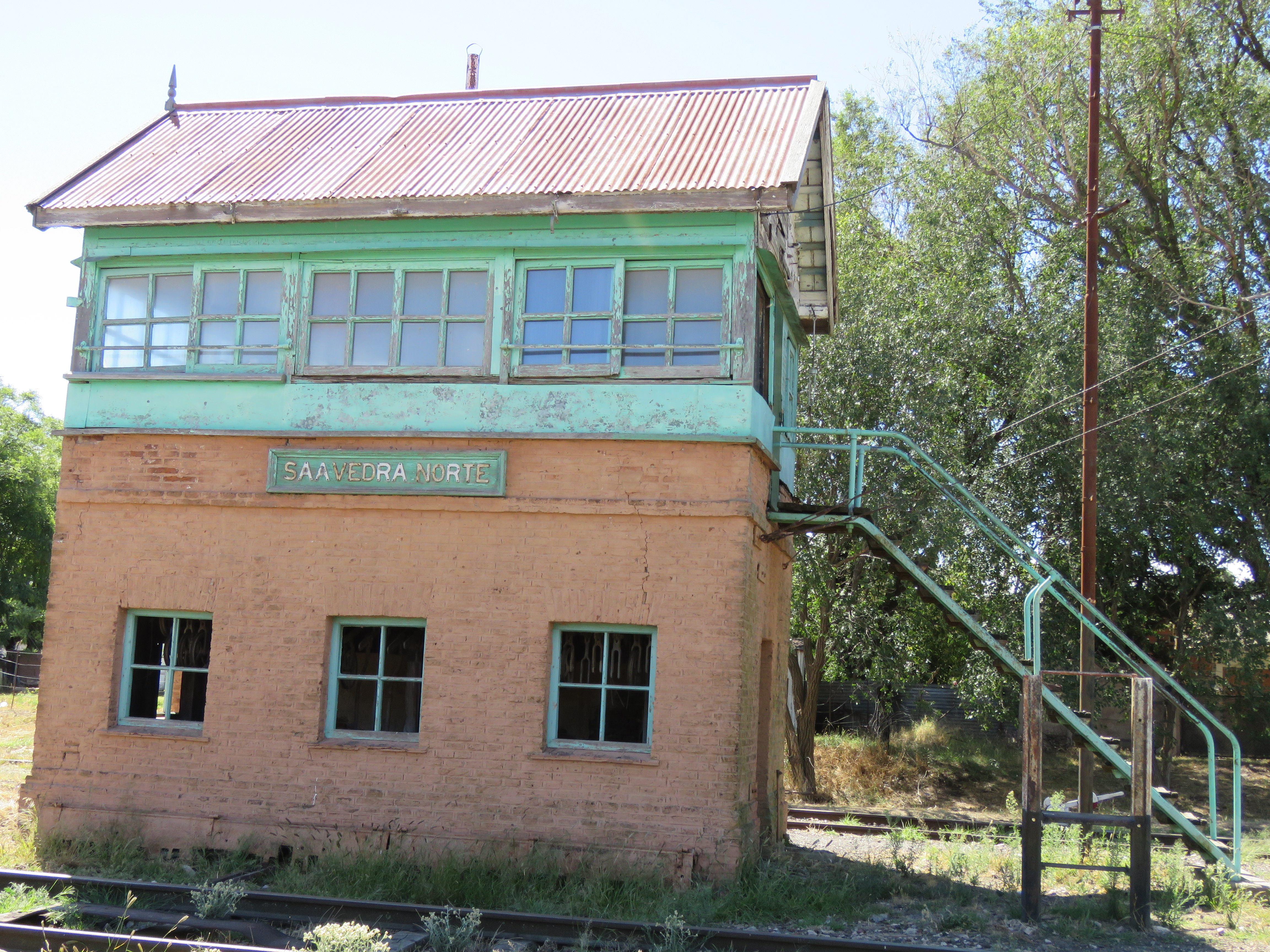
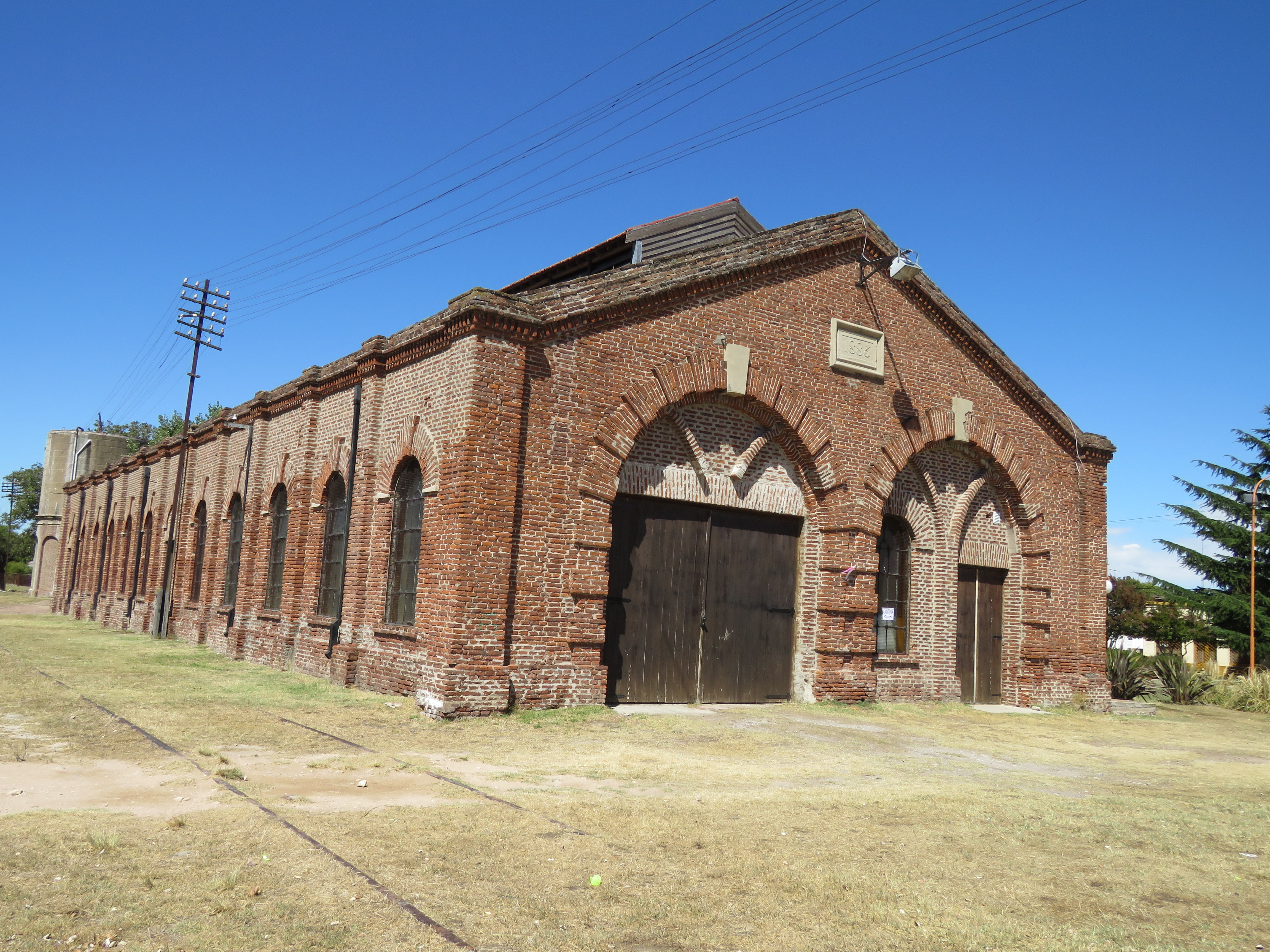
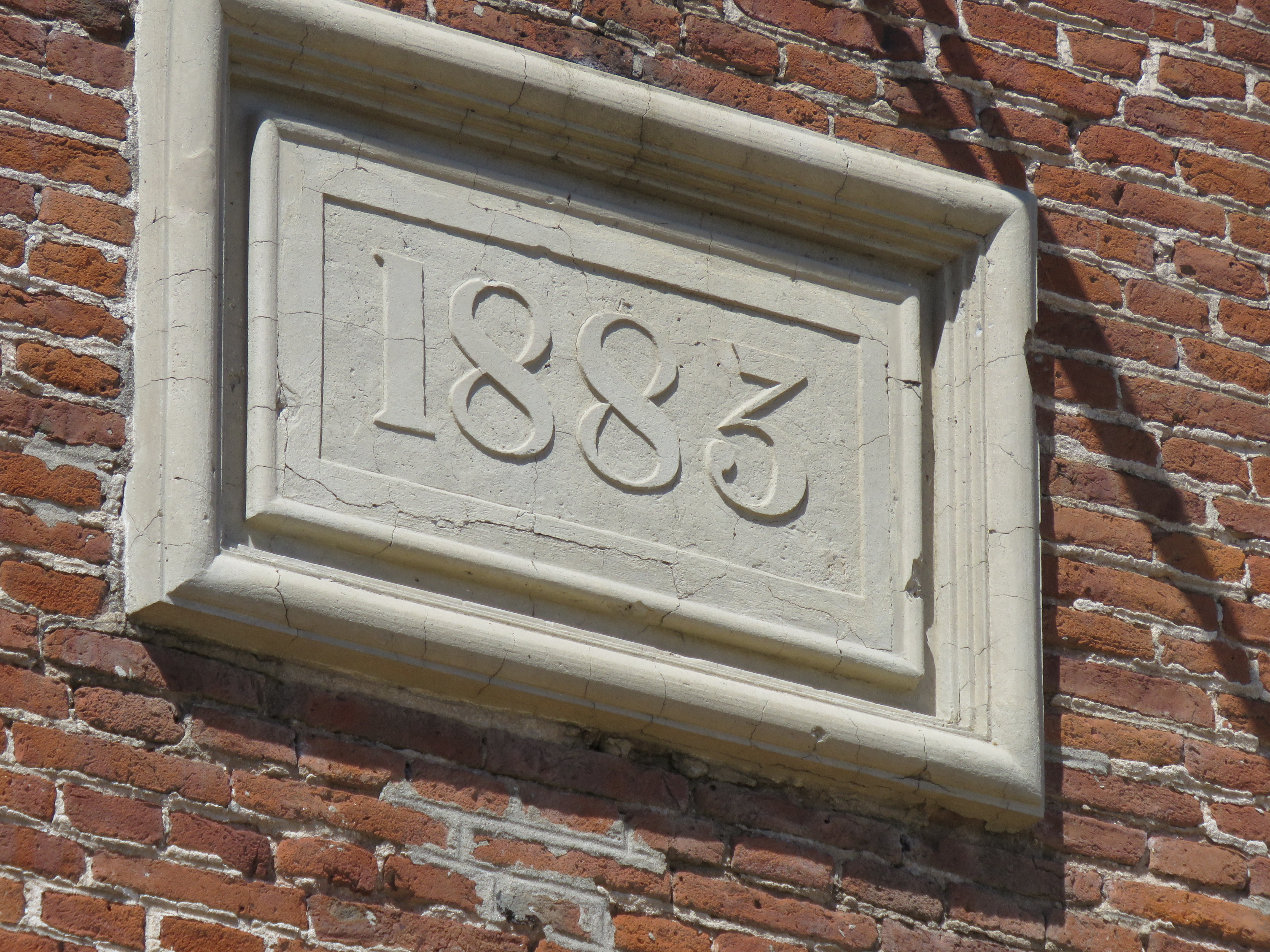
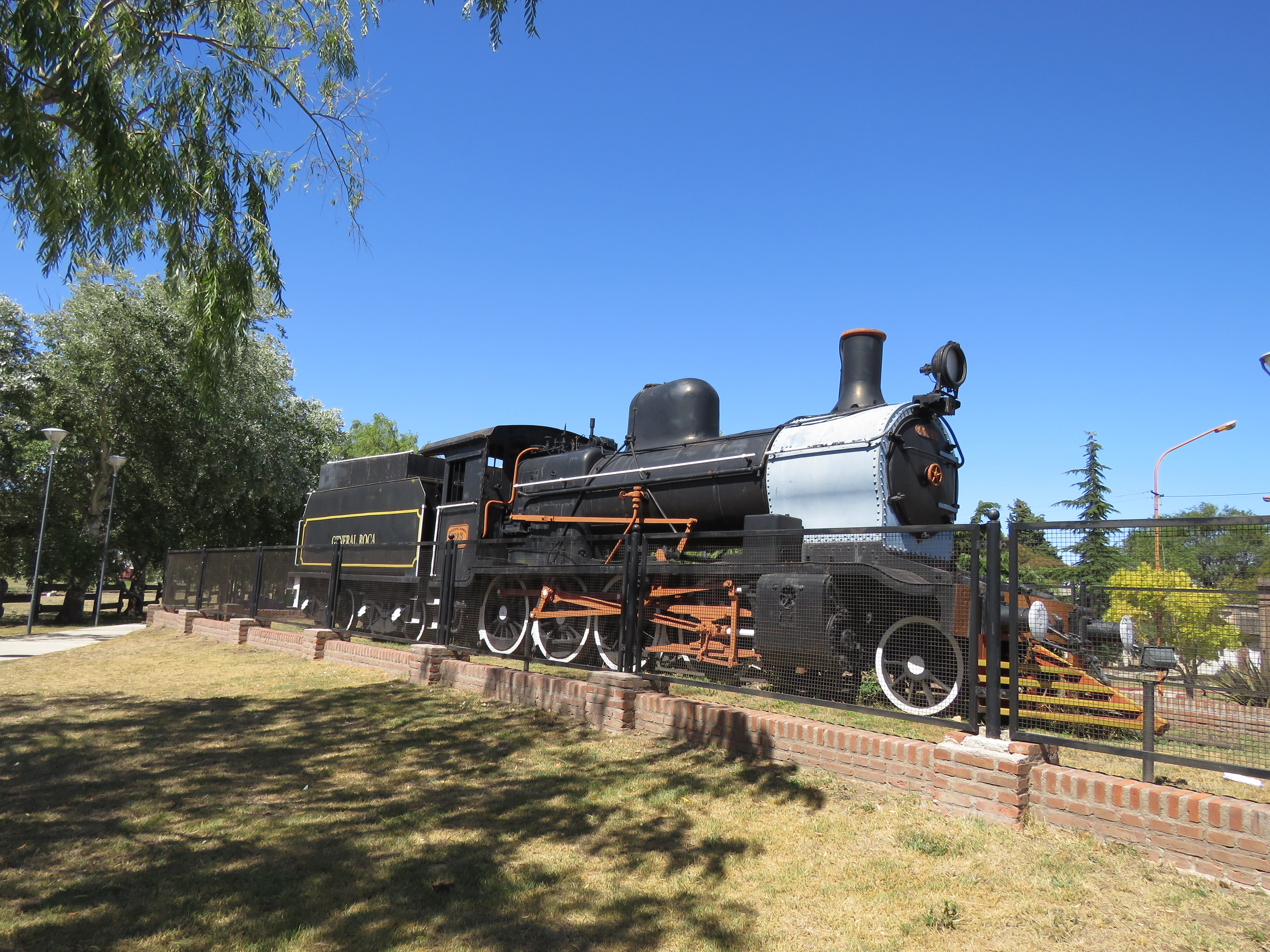
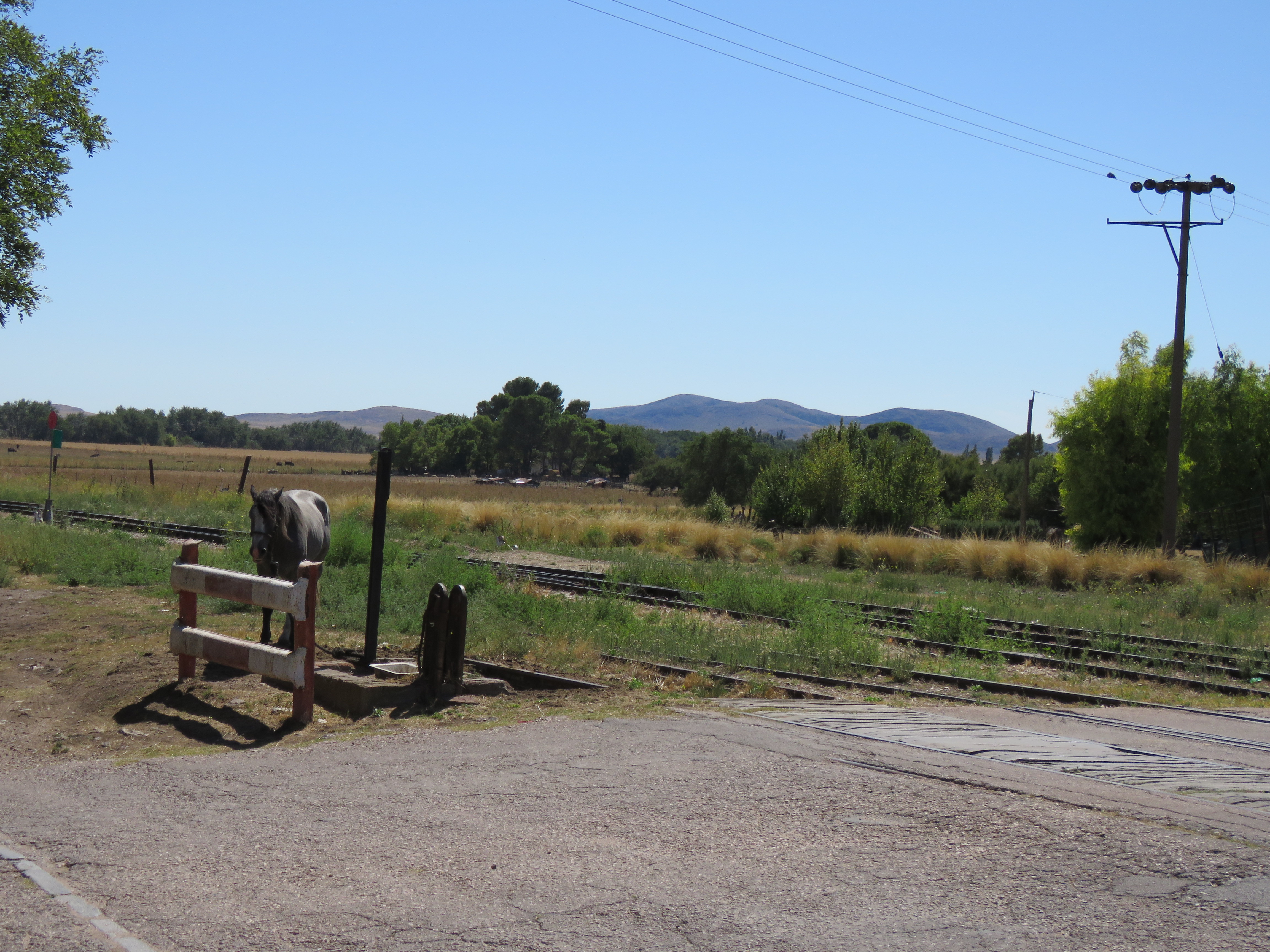